# Свобода (Мордовия)
Свобода — посёлок в Инсарском районе Мордовии России. Входит в состав Ямщинского сельского поселения.

## История
В 1940 году посёлок Гольтяпино переименована в Свобода.

## Население
| 1989 | 2002 | 2010 |
| ---- | ---- | ---- |
| 39   | ↘9   | ↘1   |